# Costanzo Ciano
Costanzo Ciano, Conde de Cortellazzo e de Buccari (Livorno, 30 de agosto de 1876 – Lucca, 26 de junho de 1939) foi um militar e político italiano. Foi o pai de Galeazzo Ciano, que se notabilizou como ministro dos Negócios Estrangeiros do governo fascista italiano e genro de Benito Mussolini.

## Biografia

### Juventude
Nascido em Livorno, filho de Raimondo Ciano e da esposa Argia Puppo, ingressou na Academia Naval de Livorno em 1891, sendo comissionado oficial cinco anos depois. Em 1901, ele se tornou Tenente di vascello e participou da Guerra Ítalo-Turca de 1911–1912.

### A Primeira Guerra Mundial
Em 1915, na entrada da Itália na Primeira Guerra Mundial, ele era Capitano di corvetta (tenente-comandante), e foi designado para servir na Cirenaica. Após seu retorno à Itália, ele operou no comando de unidades rápidas, recebendo a medalha de ouro de Valor Militar por uma famosa ação no porto de Bakar, no litoral da Croácia, que mais tarde foi celebrada pelo poeta Gabriele D'Annunzio (que também havia participado) Ciano foi nomeado comandante sênior no final da guerra e enobrecido pelo rei Victor Emmanuel III como Conte di Cortellazzo e Buccari.

### Fascista do pós-guerra
O nacionalismo ardente de Ciano o levou ao fascismo. Ele se tornou líder do Fascio (movimento fascista) de Livorno e participou da Marcha sobre Roma em outubro de 1922. 
Em 31 de outubro de 1919, assumiu o cargo de Subsecretário de Estado da Marina Regia e Comissário da Marinha Mercante. Em 9 de novembro de 1923, foi nomeado contra-almirante da Reserva Naval. Foi presidente da Câmara dos Deputados italiana de 1934 até sua morte, ocorrida em 1939.